# Guimbal
Guimbal ist eine philippinische Stadtgemeinde in der Provinz Iloilo. Sie hat 33.820 Einwohner (Zensus 1. August 2015).

## Baranggays
Guimbal ist politisch in 33 Baranggays unterteilt.
| - Anono-o - Bacong - Bagumbayan Pob. (Bagumbayan) - Balantad-Carlos Fruto (Pob.) - Baras - Binanua-an - Torreblanca-Blumentritt (Pob.) - Bongol San Miguel - Bongol San Vicente - Bulad - Buluangan | - Burgos-Gengos (Pob.) - Cabasi - Cabubugan - Calampitao - Camangahan - Generosa-Cristobal Colon (Pob.) - Gerona-Gimeno (Pob.) - Girado-Magsaysay (Pob.) - Gotera (Pob.) - Igcocolo - Libo-on Gonzales (Pob.) | - Lubacan - Nahapay - Nalundan - Nanga - Nito-an Lupsag - Particion - Pescadores (Pob.) - Rizal-Tuguisan (Pob.) - Sipitan-Badiang - Iyasan - Santa Rosa-Laguna |